# MKTO
MKTO는 미국의 듀오이다.